# China Chuneng Tower
La China Chuneng Tower est un gratte-ciel de 288 mètres construit en 2016 à Shenzhen en Chine. 